# 遂成铁路
遂成铁路是中国一条连接四川省遂宁市和成都市的铁路，为沪汉蓉快速客运通道遂宁至成都段。原为“达成铁路遂成段扩能改造工程”，建设完成后由原铁道部重新命名为遂成铁路，与达成铁路遂成段独立为两条铁路，因此遂成铁路为双线铁路，而达成铁路遂成段仍为单线铁路。

## 简介
遂成铁路是沪汉蓉快速客运通道的组成部分，也是川渝地区和华北、华东地区客货交流的重要通道。遂成铁路建设速度目标值200公里／小时，设计近期开行客车33对，远期38对；上行货流密度设计近期740万吨，远期970万吨；下行货流密度设计近期870万吨，远期1330万吨。2009年7月7日，达成铁路扩能改造工程全面完成，遂成铁路全线通车。
遂成铁路主要承担成都发往北京、武汉、上海、杭州、温州、南昌、長沙、廣州等方向列车客运业务。

## 灾害事故
位于成都市金堂县遂成线上的云顶隧道由于病害（整体道床上拱及大量裂缝、瓦斯浓度过高）长期限速慢行80km/h，2020年2月3日成都市青白江区发生5.1级地震，震中位于云顶隧道附近，加剧隧道病害，加之新型冠状病毒疫情期间旅客出行大量减少、列车停运为线路全面整治提供前所未有的机会，2020年2月中旬云顶隧道开始进行半封闭施工，施工期间经由遂成线的普速客车及CR200J动车组改经老达成线龙潭寺至遂宁单线路段运行，动力分散动车组缩短至自遂渝铁路遂宁站始发运行，遂成铁路客运暂时停运，仅运行货运列车，2020年4月10日完成修复恢复正常客运列车运营。